# Estanislau Tomàs Morera
Estanislau Tomàs i Morera (Barcelona, 16 d'agost de 1924 – Barcelona, 8 d’octubre de 2014). Enginyer industrial, investigador i destacat professor de l'Escola Tècnica Superior d’Enginyeria Industrial de Barcelona. Va ser el primer president de la Societat Catalana de Tecnologia de l'Institut d’Estudis Catalans, càrrec que va ocupar entre els anys 1986 i 2007.

## Primers passos
Estanislau Tomàs va néixer en el si d’una família barcelonina benestant. Va cursar els estudis primaris a l’Escola Sant Jordi de Barcelona. Un cop finalitzats els seus estudis elementals, va cursar l'educació secundària a l’Institut Nacional de Segona Ensenyança Maragall i, a partir de 1939, a l'Institut Nacional de Segona Ensenyança Jaume Balmes. Posteriorment, l'any 1944, va realitzar l'examen d’ingrés a la universitat, a la qual no va poder assistir fins al curs 1947-1948, ja que va ser cridat per complir amb el servei militar obligatori.
Entre 1947 i 1954 va cursar estudis d’Enginyeria Industrial a l’antiga Escola Especial d’Enginyers Industrials de Barcelona. Dos anys més tard, va iniciar la seva carrera professional a l'empresa barcelonina Trenzas y Cables de Acero S.A. (TYCSA), on va exercir de cap de producció i cap de laboratori i control de qualitat durant 11 anys. En el transcurs de la seva etapa professional a TYCSA Estanislau Tomàs va especialitzar-se en els camps del trefilat i les propietats de l'acer, tema sobre el qual van versar els seus estudis de doctorat, que va compaginar amb la seva activitat professional.

## Professor i investigador de l’Escola Tècnica Superior d'Enginyers Industrials de Barcelona
L’any 1966, Estanislau Tomàs va obtenir el títol de doctor per l'Escola Tècnica Superior d’Enginyers Industrials de Barcelona (ETSEIB). Tan sols un any després, va aconseguir la plaça de professor encarregat dels Laboratoris de Metal·lúrgia i Siderúrgia de l’ETSEIB, càrrec que va ocupar fins al 1975. Durant aquesta etapa de la seva vida acadèmica i professional, Estanislau Tomàs va aprofundir en els seus estudis sobre metal·lografia i en el camp dels assajos mecànics dels acers. La seva experiència i currículum acadèmic li van permetre participar en diversos congressos i seminaris com el XII Congrés de la Federació Europea de la Manutenció (Barcelona, 1968), en què va ostentar el càrrec de Secretari del Comitè Nacional Espanyol de la Secció III (Telefèrics), el Symposium on application of metal and non-metal materials in engeneering (Varna, 1973) o la cinquena Assemblea General del Centre Nacional d'Investigacions Metal·lúrgiques (Madrid, 1981).
Posteriorment, l’any 1983, Estanislau Tomàs va obtenir la plaça de professor titular de Siderúrgia de l’ETSEIB, cosa que li va permetre emprendre diversos projectes d’investigació, entre els quals destaquen Estudi de la transformació alfa-gamma en els acers per mitjà del microscopi de platina calenta (1979), Estudi de les estructures dels acers per mitjà del microscopi electrònic (1984) o Resistència a la fatiga de les unions soldades d'aliatges d'alumini laminat (1986). D’altra banda, des que va ser nomenat professor titular, Estanislau Tomàs Morera també va formar part de diversos tribunals d'avaluació de tesis doctorals, així com de diverses comissions avaluadores de concursos de provisió de professors titulars universitaris i titulats tècnics universitaris per a diverses universitats i centres de recerca.
Amb tot, la seva dilatada experiència i trajectòria professional va ser clau perquè fos nomenat president de la Comissió Constituent del Departament de Ciència dels Materials i Enginyeria Metal·lúrgica de l’ETSEIB, entre 1987 i 1988. D’aquesta manera, es va convertir en el primer responsable en cap d'aquest departament de l’Escola, fet pel qual se li va concedir el títol de Professor Honorífic del Departament el 1989, any en què es va jubilar.

## La Societat Catalana de Tecnologia i els estudis sobre la farga catalana
Estanislau Tomàs ocupava el càrrec de president de l’antiga Secció d’Enginyeria de la Societat Catalana de Ciències Físiques, Químiques i Matemàtiques de l'Institut d'Estudis Catalans. Posteriorment, l’any 1986, va ser nomenat president de la llavors recentment fundada Societat Catalana de Tecnologia (SCT), càrrec que va ocupar fins a l’any 2007.
L’accés a la presidència de l’SCT va suposar un punt d’inflexió en la seva vida professional, ja que va anar desvinculant-se relativa i progressivament dels camps propis de la seva trajectòria acadèmica original. Després de jubilar-se, arran de la seva passió personal per la Història i la recuperació de la memòria de Catalunya, i concretament, a partir de la publicació de la tesi doctoral presentada per Júlia Simón i Arias, La farga catalana. Estudi mineralògic de les menes i estudi metal·lúrgic del procés (1988), Estanislau Tomàs va iniciar la seva intensa dedicació a l’Arquemetal·lúrgia i, en concret, a l'estudi del procediment de la farga catalana.
Amb la finalitat d’impulsar estudis sobre la farga catalana, Estanislau Tomàs i Júlia Simón van ser els principals promotors del Grup de Treball sobre la Farga Catalana, un grup de recerca creat a l'empara de la Societat Catalana de Tecnologia i amb el suport del Museu de la Ciència i de la Tècnica de Catalunya. El Grup de Treball sobre la Farga Catalana va impulsar projectes d’investigació i divulgació científica, tals com un projecte d’estudi de les escòries identificades en espais on s'havien documentat fargues antigues i una exposició itinerant sobre la farga catalana, respectivament. Així mateix, a través d'aquell grup de recerca, Estanislau Tomàs va ser el principal impulsor i organitzador del Simposi Internacional sobre la Farga Catalana (Ripoll, 1993). El simposi va comptar amb el suport del Museu de la Ciència i de la Tècnica de Catalunya, la Generalitat de Catalunya i el Govern d’Andorra i hi van participar destacats científics i investigadors d'arreu del món, tals com Arne Espelund, Radomir Pleiner, Claude Domergue o Facundo Rolf Morral.
L’èxit del Simposi i la tasca realitzada pel Grup de treball sobre la Farga Catalana va motivar-lo a ampliar l’abast dels projectes fins aleshores portats a terme i, juntament altres investigadors, entre els anys 1994 i 1996, Estanislau Tomàs va ser un dels principals impulsors d’una infraestructura de recerca coneguda amb el nom de Xarxa Temàtica L’home i el ferro a Catalunya. Constituïda per diversos grups de recerca de l’ETSEIB, el Consell Superior d'Investigacions Científiques (CSIC), la Universitat de Barcelona i membres de la Societat Catalana de Tecnologia, la Xarxa Temàtica va emprendre estudis geològics, paisatgístics i siderúrgics amb la finalitat d'ampliar les investigacions sobre la farga catalana i la història de la metal·lúrgia a Catalunya, així com per reunir els recursos necessaris per a la creació d’un centre d’interpretació sobre la siderúrgia antiga a la Vall Ferrera, al Pallars Sobirà. Així mateix, la Xarxa Temàtica també va establir contactes amb grups d’investigació de fora de Catalunya i va organitzar i participar en diverses jornades, conferències i estades científiques en diversos punts de Catalunya, al País Basc, Andorra i França. Estanislau Tomàs es va implicar activament en totes aquelles iniciatives, entre les quals van destacar la seva participació en la XXVIII Universitat Catalana d’Estiu (Prada de Conflent, 1996), en les estades científiques a la Vall Ferrera, l'Arieja i el Conflent (1996-2001) i en la Jornada sobre Siderúrgia Antiga (Barcelona, 1996).
D’altra banda, en el marc de les seves activitats com a membre de la Xarxa Temàtica, Estanislau Tomàs va portar a terme diversos estudis propis sobre procediments tècnics del mètode de la farga catalana i un treball sobre la seva expansió per Amèrica. A més, també va ser un dels principals encarregats de gestionar la constitució de la Xarxa Interregional L’homme et le fer dans les Pyrenées, una infraestructura d’investigació descentralitzada constituïda amb la finalitat de compartir experiències i coneixements en l’àmbit de l’Arqueometal·lúrgia, i que aglutinava, a més de la Xarxa Temàtica L’home i el ferro a Catalunya, un grup de recerca basc de la Fundación Arkeolán i un grup d’investigadors de la Universitat de Tolosa.
Amb tot, la seva labor acadèmica en el camp de la història de la Metal·lúrgia i del procediment de la farga catalana va representar una contribució important de cara a la recuperació i divulgació d’una part destacada de la memòria i la Història de Catalunya, fins aleshores pràcticament oblidada.

## La seva contribució a la normalització i difusió de la llengua catalana
A més de la seva intensa carrera acadèmica i professional, Estanislau Tomàs també va contribuir en la difusió de l’ús de la llengua catalana en l’àmbit acadèmic, manifest a través dels seus propis projectes d’investigació a l’ETSEIB i la seva participació i implicació en actes com el I Congrés d’Enginyers en Llengua Catalana (Manresa, 2000). També va prestar serveis d'assessorament al Centre de Terminologia TERMCAT per a la normalització de termes relacionats amb la Metal·lúrgia i la Siderúrgia (1981-1996), així com a la Secció Filològica en el transcurs del procés d’elaboració de la segona edició del Diccionari de l'Institut d’Estudis Catalans (2000-2002).

## Fons personal
Entre el mes de maig de 2015 i el mes de d'abril de 2017, el fons personal d'Estanislau Tomàs Morera, fins aleshores conservat en la seva antiga residència, va ser donat pels seus fills a l'Arxiu de l'Institut d'Estudis Catalans. Al llarg dels mesos de febrer i juny de 2017, el fons va ser tractat, descrit i inventariat amb la finalitat de posar-lo a disposició de tots aquells usuaris que desitgin consultar-lo.
El fons està format per la documentació produïda i aplegada per Estanislau Tomàs i Morera en el transcurs de la seva activitat professional i acadèmica i, en menor mesura, personal. Del conjunt de la documentació del fons se'n destaquen, per una banda, la documentació relativa a la seva intensa activitat professional com a professor i investigador de l'Escola Tècnica Superior d'Enginyers Industrial de Barcelona i, per l'altra, la documentació relativa a la seva tasca professional i acadèmica com a president de la Societat Catalana de Tecnologia i membre dels grups d'investigació dedicats a l'estudi del mètode de la farga catalana.
D'altra banda, el fons també comprèn una interessant col·lecció fotogràfica dels seus viatges i excursions científiques per Catalunya, el Conflent i la Vall Ferrera, així com una petita biblioteca personal amb obres de temes variats, si bé majoritàriament dedicades a l'Arqueometria i la Història de Catalunya.